# Українка (Василівський район)
Украї́нка —  село в Україні, у Роздольській сільській громаді Василівського району Запорізької області. Населення становить 90 осіб. До 2017 орган місцевого самоврядування - Любимівська сільська рада.

## Географія
Село Українка знаходиться на відстані 1 км від сіл Володимирівка та Чорноземне. Поруч протікає пересихаючий струмок з загатою. Поруч проходить автомобільна дорога Р37.

## Історія
1921 - дата заснування.
12 червня 2020 року, відповідно до розпорядження Кабінету Міністрів України № 713-р «Про визначення адміністративних центрів та затвердження територій територіальних громад Запорізької області», увійшло до складу Роздольської сільської громади.
19 липня 2020 року, в результаті адміністративно-територіальної реформи та ліквідації  Михайлівського району та Токмацького районів населені пункти  громади увійшли до складу Василівського району.

## Населення

### Мова
Розподіл населення за рідною мовою за даними перепису 2001 року:
| Мова       | Кількість | Відсоток |
| ---------- | --------- | -------- |
| українська | 86        | 95.56%   |
| російська  | 4         | 4.44%    |
| Усього     | 90        | 100%     |

## Галерея

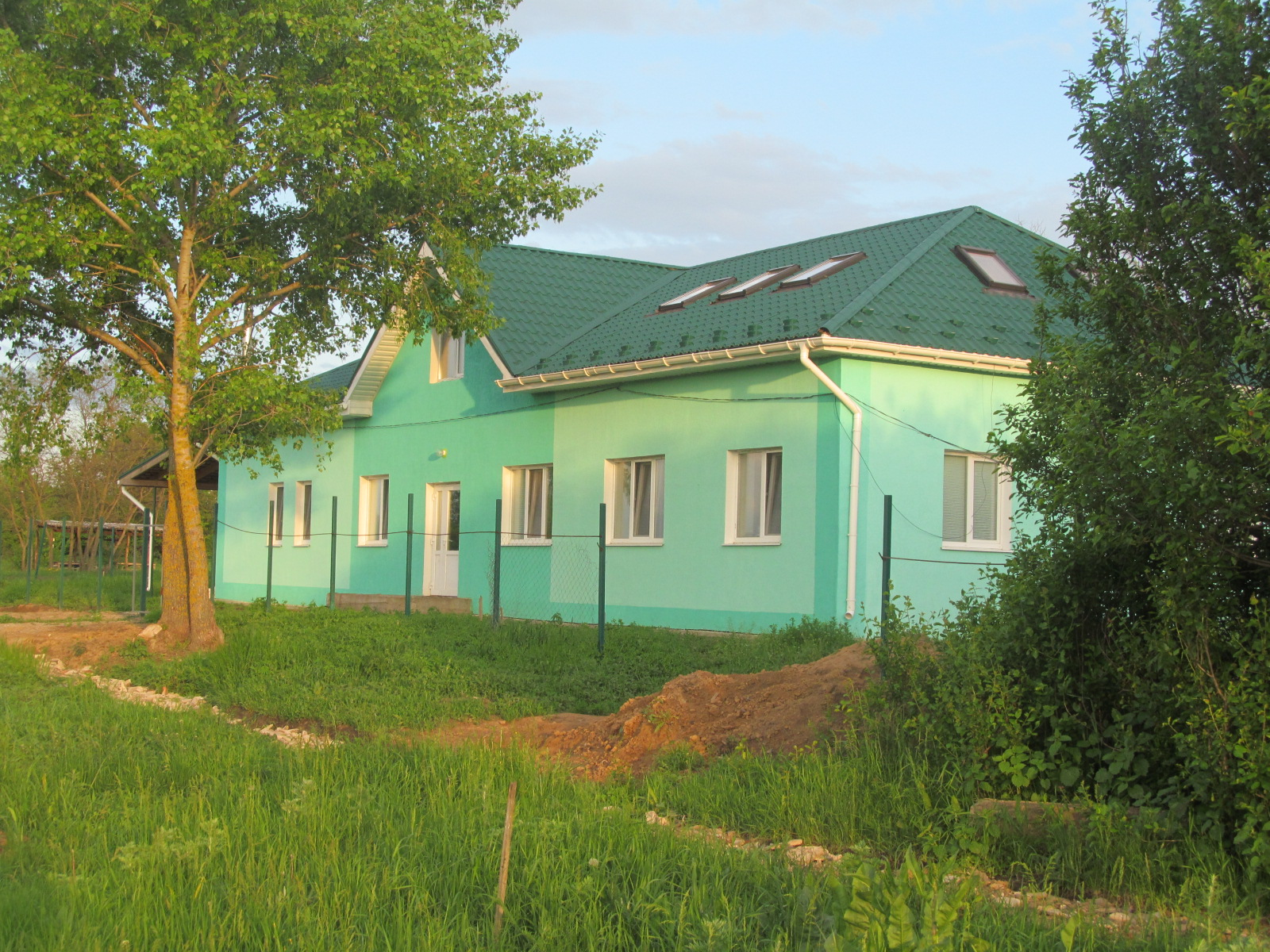
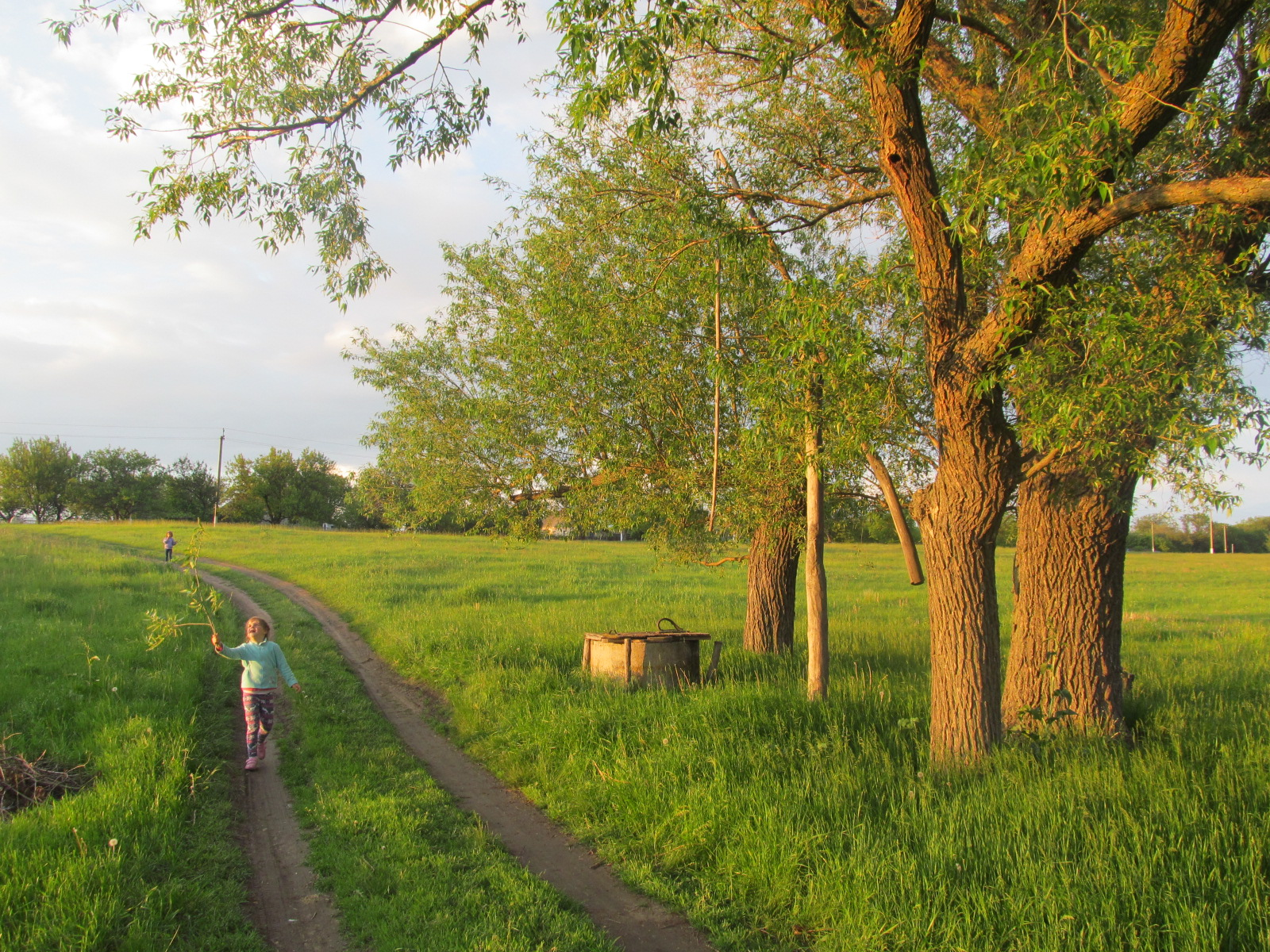
Криниця в центрі села